# Тролейбусне депо № 3 (Харків)
Тролейбусне депо № 3 — структурний підрозділ Харківського комунального підприємства «Міськелектротранс», що здійснює перевезення пасажирів на 11 тролейбусних маршрутах у Харкові.

## Історія
Тролейбусне депо № 3 було відкрито 1975 року та було розраховано на 250 машино-місць. Депо розташовано у Немишлянському районі на вулиці Пантелеймона Свистуна, 2Б, в районі станцій  «Імені О. С. Масельського» і «Тракторний завод». З моменту відкриття і по теперішній час депо експлуатувало тролейбуси ЗіУ-682 (паркові № 201—219, 240—499, 3301—3339), ЗіУ-683 (№ 3101—3109), DAC-217E (№ 220—239, 3050—3058), ROCAR-E217 (№ 3001—3028), ЛАЗ E301 (№ 3201—....), частина яких працює і зараз. Депо обслуговує маршрути, що працюють в районах Павлового Поля, Олексіївки, селища Жуковського, ХТЗ, Рогані, Нових Будинків та Салтівці.

## Рухомий склад

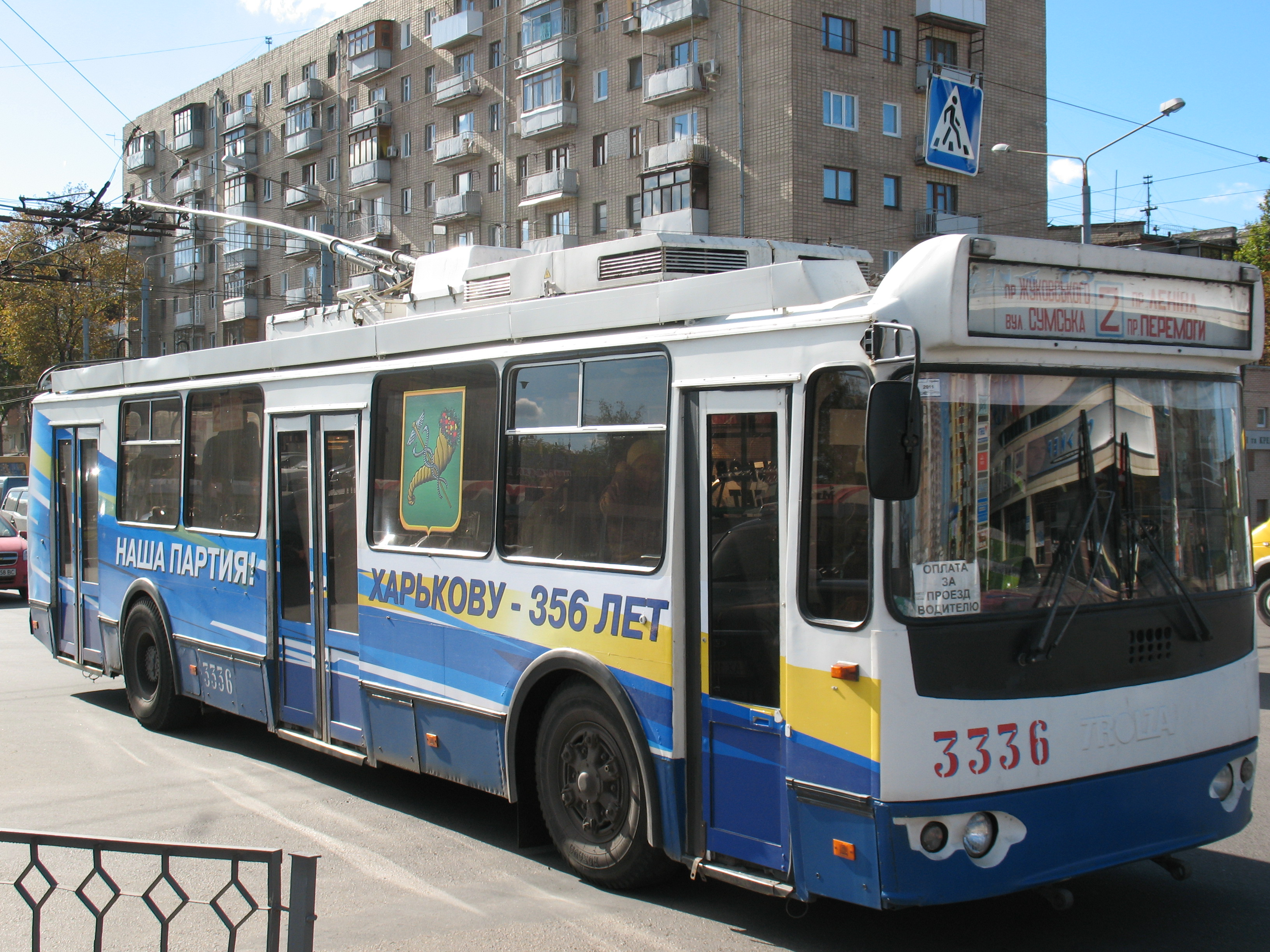

Попри успішну дослідну експлуатацію львівського низькопідлогового тролейбуса, наприкінці 2006 року місцева влада зробила вибір на користь дешевших тролейбусів ЗіУ-682Г-016-02. Нові низькопідлогові тролейбуси місто придбало лише у 2011 р., коли був укладений контракт на постачання 52 зчленованих ЛАЗ E301 та 22 одинарних ЛАЗ Е183 з Львівським автобусним заводом. Зчленовані тролейбуси були поставлені до Харкова впродовж 2011 року, а перші одинарні машини надійшли до тролейбусного депо № 3 наприкінці грудня 2011 року. На початку січня 2012 року тролейбуси ЛАЗ Е183А1 надійшли також і до тролейбусного депо № 2. Тролейбуси були розподілені порівну між обома депо та отримали номери 2101—2111 і 3401—3411. Нові машини вийшли на маршрути у березні 2012 року.
З 21 листопада 2017 року на маршрути міста з території тролейбусного депо № 3 вийшли перші тролейбуси Škoda 14Tr, і серед них — Škoda-14Tr17/6M (№ 3104) і Škoda-15Tr13/ M  (№ 3101), які вийшли на маршрут № 45.
У серпні 2018 року було оголошено відкритий міжнародний тендер. Закупівля нового транспорту відбулася в рамках програми міського громадського транспорту в Україні коштом кредиту Європейського інвестиційного банку. Україна і Європейський інвестиційний банк уклали фінансову угоду для фінансування проєкту розвитку міського громадського транспорту в Україні, яка діє з 11 травня 2017 року.
КП «Тролейбусне депо № 3» планувало придбати нові тролейбуси з низьким рівнем підлоги:
- односекційні (довжиною 13,5 м, для 105 пасажирів, з 30 місцями для сидіння);
- двосекційні (довжиною 18,75 м, для 175 пасажирів, з 45 місцями для сидіння).

12 травня 2020 року в Харкові відбулося урочисте підписання договору між представниками ДП «АСЗ № 1» АТ «АК «Богдан Моторс», Харківської міської ради та КП «Тролейбусне депо № 3» на постачання 49 тролейбусів «Богдан», адже 15 квітня 2020 року ДП «АСЗ № 1» АТ «АК «Богдан Моторс» отримало повідомлення від КП «Тролейбусне депо № 3» міста Харків про те, що завод виграв тендер на постачання 49 тролейбусів для міста Харків. Згідно з вимогами тендеру, мали бути поставлені 12 тролейбусів Богдан Т90117 та 37 Богдан Т70117. Тролейбуси були придбані за кошти Європейського інвестиційного банку, з яким комунальне підприємство «Тролейбусне депо № 3» підписало угоду на закупівлю транспорту та придбання ремонтного та діагностичного обладнання.
Перший 12-метровий тролейбус Богдан Т70117, який мав збільшений автономний хід (єдиний у цій партії), прибув до міста 21 жовтня 2020 року, але його спершу експлуатувало КП "Салтівське трамвайне депо" на новому маршруті №48. Він мав тимчасові номери 2705 (до 26 жовтня) та 2706 (після 26 жовтня). 2 листопада тролейбус передали до депо №3, де він згодом отримав номер 3601 та вийшов на лінію 14 січня 2021 року на маршрут №2.
27 листопада почалися постачання Богдан Т70117 без збільшеного автономного ходу. Перша партія надійшла до кінця листопада й отримала номери 3602-3605. 2 грудня відбулася їх презентація на майдані Конституції. Міський чиновник Ігор Терехов анонсував, що тролейбуси вийдуть 3 грудня на маршрути №2, 45, 46, однак вони вийшли лише 21 грудня на маршрут №2 (тоді він був розділений на дві частини, нові тролейбуси переважно курсували за маршрутом №2Б).
Тоді ж Ігор Терехов анонсував, що друга партія з 6 нових тролейбусів має надійти до кінця січня 2021 року. Тролейбуси №3606-3611 вийшли на лінію до 27 січня 2021 року, здебільшого на маршрут №2, але вони також курсують маршрутами №13, 17, 40, 45, 46.
У 2021 р. очікується завершення постачання тролейбусів за цим договором, зокрема, зчленованих Богдан-Т90117.